# 비부악
비부악(영어: Bivouac)는 미국 3on3리그인 BIG3 소속 농구 팀이다.